# Ali Williams
Pour les articles homonymes, voir Williams.

a Compétitions nationales et continentales officielles uniquement.

b Matchs officiels uniquement.
Dernière mise à jour le 21 décembre 2013.
Alexander James Williams plus communément appelé Ali Williams, né le 30 avril 1981 à Auckland, est un joueur de rugby à XV néo-zélandais. Il évolue au poste de deuxième ligne (2,02 m - 116 kg).
International néo-zélandais de 2002 à 2012, il participe à trois éditions de la  coupe du monde, en 2003, 2007 et 2011, remportant le titre de champion du monde lors de l'édition 2011 disputée en Nouvelle-Zélande. Il évolue avec les Blues, remportant le Super 12 2003, puis les Crusaders, avec lesquels il remporte le Super 14 2008 avant de retourner chez les Blues. Il rejoint ensuite le club français du Rugby club toulonnais avec lequel il remporte le Top 14 en 2014 et la coupe d'Europe lors des éditions de 2014 et 2015.

## Biographie
Ali Williams ne commence à jouer au rugby que sur le tard en 1998, après avoir pratiqué le football, le cricket et le tennis. En août 2001, il fait ses débuts dans le National Provincial Championship au sein du Auckland Rugby Football Union. L'année suivante, il est sélectionné dans le squad des Blues appelé à disputer le Super 12. Il y débute le 22 février 2002 contre les Hurricanes. Il jouera jusqu'en 2007 avec les Blues remportant le Super 12 en 2003. En 2007, il rejoint la province du Tasman Rugby Union et est sélectionné avec les Crusaders pour le Super 14. En 2008, il remporte le Super 14. En 2009, il retourne à Auckland et est de nouveau sélectionné pour les Blues.

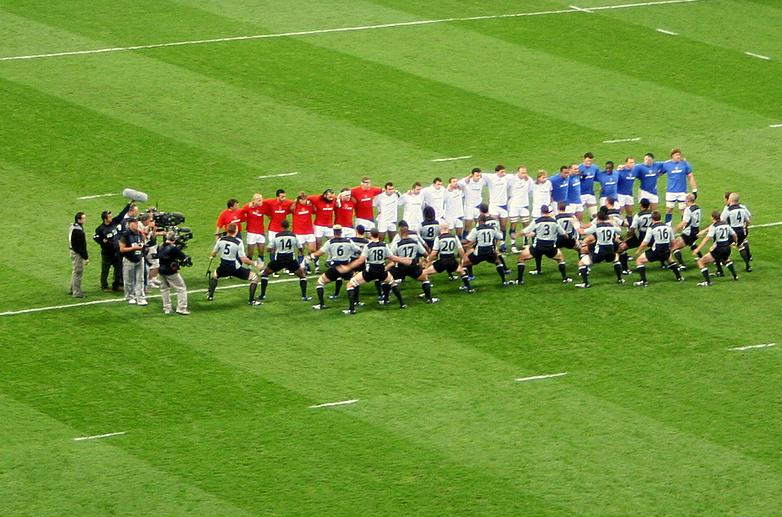
Quart-de-finale France - All Blacks en 2007.

Il est sélectionné pour la première fois en équipe de Nouvelle-Zélande le 9 novembre 2002, contre l'Angleterre. Il s'affirme dès lors comme l'un des cadres de la sélection néo-zélandaise: lors de la saison 2005, il joue 10 matchs avec les All Blacks. Souvent associé à Chris Jack avec les All Blacks, Ali Williams a participé aux Coupes du monde de rugby 2003 et 2007 et a remporté 5 Tri nations en 2003, 2005, 2006, 2007 et 2008. En juin 2007, Sébastien Chabal lui brise la mâchoire lors du second test-match de la Nouvelle-Zélande contre la France. Sébastien Chabal, porteur du ballon, charge et percute du crâne la mâchoire de Williams très violemment. Pendant sa convalescence, il organise un concours de la meilleure soupe : les internautes étant invités à envoyer par courriel à la fédération néo-zélandaise de rugby une recette de soupe, avec comme premier prix un ballon de rugby dédicacé par l'ensemble des All-Blacks.
En juillet 2009, il subit une opération du tendon d'Achille qui l'éloigne du terrain six mois. Il se blesse de nouveau à son retour de la compétition et ne fait son retour sur les terrains qu'en 2011. Il est sélectionné avec les All Blacks pour le Tri nations 2011, 31 mois après sa dernière sélection. Retenu pour disputer la Coupe du monde de rugby à XV 2011, il participe à la victoire finale de son équipe même s'il a un statut de remplaçant pendant la durée du tournoi.
Ali Williams se distingue par ses qualités de sauteur sur les touches, son incroyable adresse ballon en main et sa vitesse de course. Son premier essai avec les Blues a été inscrit après un sprint de 30 mètres.
Avant offensif, rude et expérimenté, il est aussi l'un des leaders de l'équipe. Son tempérament bouillant lui a valu quelques soucis autant avec ses adversaires qu'au sein des équipes où il a évolué.
Lors du Haka, il se tient toujours à l'extrême de ses partenaires. Il exécute un geste spécifique en tirant la langue dans la tradition maori à la fin de la danse.[réf. nécessaire]
Le 9 juillet 2013, il rejoint le club français de Toulon. Avec ce dernier, pour sa première saison en France, il remporte la coupe d'Europe 2014 face au club anglais des Saracens, puis réalise le doublé en remportant le Top 14 face au Castres olympique. Après avoir annoncé en janvier sa fin de carrière au terme de la saison, il remporte un deuxième titre européen, face à un autre club français, l'ASM Clermont Auvergne. Le matin de la demi-finale de Top 14 opposant Toulon au Stade français, la mort de Jerry Collins est annoncée, décédé dans un accident de voiture. Ses anciens coéquipiers sous le maillot All Blacks, Carl Hayman, Ali Williams et Chris Masoe, portent en signe de deuil un brassard lors de la rencontre, où le club toulonnais échoue dans sa tentative de se qualifier pour la finale.
Dans la nuit du 24 au 25 février 2017, Ali Williams est interpellé par la brigade anti-criminalité en possession de deux grammes de cocaïne en compagnie de l'australien James O'Connor, avenue de la Grande-Armée à Paris, à proximité d'une boîte de nuit de l'ouest parisien. Il est poursuivi pour "achats de stupéfiants" et est condamné à 1.500 euros d'amende. Il est également licencié par son club, le Racing 92. La Ligue nationale de rugby le sanctionne le 20 avril 2017 pour "comportement de nature à porter atteinte à l'image, à la réputation du rugby, à l'éthique et à la déontologie sportive", il est condamné à une amende de 1 500 euros par la commission de discipline et doit effectuer des activités d'intérêt général.

## Statistiques en équipe nationale
Ali Williams compte 77 sélections avec l'équipe de Nouvelle-Zélande, depuis le 9 novembre 2002 à Twickenham face à l'Angleterre. Il inscrit sept essais, pour un total de 35 points.
Parmi ces sélections, il compte 26 sélections dans le Tri-nations. Il participe à six éditions, en 2003, 2004, 2005, 2006, 2008, 2011,.
Ali Williams dispute trois éditions de la Coupe du monde. La première lors de l'édition 2003 où il rencontre les Tonga, le pays de Galles, l'Afrique du Sud, l'Australie et la France. Il est également présent en France lors de la  coupe du monde 2007 où il affronte l'Italie, le Portugal, l'Écosse et la France. Il dispute enfin l'édition 2011 disputée à domicile en Nouvelle-Zélande. Il devient champion du monde et dispute les rencontres face aux Tonga, le Japon, la France, le Canada, l'Argentine, l'Australie et de nouveau la France en finale. Il dispute ainsi un total de seize rencontres, 11 en tant que titulaire, et inscrit trois essais.

## Palmarès

### En club
- Vainqueur de la Coupe d'Europe en 2014 et 2015 avec le RC Toulon.
- Vainqueur du Championnat de France en 2014 avec le RC Toulon.

### En province
- Vainqueur du Super 12/Super 14 en 2003 avec les Blues et en 2008 avec les Crusaders.

### En équipe nationale
- Vainqueur du Tri-nations en 2003, 2005, 2006 et 2008 avec l'équipe de Nouvelle-Zélande.
- Vainqueur de la Coupe du monde en 2011 avec l'équipe de Nouvelle-Zélande.